# JPメディアダイレクト
株式会社JPメディアダイレクト（JP MEDIA DIRECT Co., Ltd.）は、東京都港区に本社を置く広告代理業を主な業務とする企業。
日本郵政グループに属し、日本郵便の子会社である。また、電通グループにも属し、電通の関連会社でもある。

## 概要
2008年2月29日、日本郵便、電通、電通プロモーションプラスの共同出資により設立された。